# 캠프 포스터
캠프 포스터(Camp Foster), 옛 캠프 瑞慶覧 즈케란[*]은 오키나와 제도에 있는 주일 미국 해병대의 기지이다. MCBC 스메들리 D. 버틀러 단지의 일부이며, 토지가 지리행정적으로 오키나와현 오키나와시, 기노완시, 자탄정, 기타나카구스쿠촌에 속해있다.
미국 국방부 교육처의 부속학교인 즈케란, 킬린 초등학교와 구바사키 고등학교(クバサキ高校 쿠바사키 코쿄[*])가 있다.

## 역사
1975년, 류큐 육군이 철수하여 기지를 떠나고 주일 해병대가 이관받았다. 기지의 이름은 오키나와 전투에서 전사한 제1해병사단 제1해병, 3대대, I 중대 윌리엄 A. 포스터 일병에서 따왔다. 그는 수류탄에 의한 심각한 부상으로 치료 도중에 죽었고, 사후 명예 훈장을 수여받았다.
2013년 3월, 캠프 레스터에서 오키나와 미국 해군 병원(U.S. Naval Hospital Okinawa)이 이전되었다.

### 토지 반환
2015년 3월 31일 서부 후텐마 주거지구(西普天間住宅地区), 20 he의 토지가 오키나와 현청부에 반환되었다.

## 사진첩

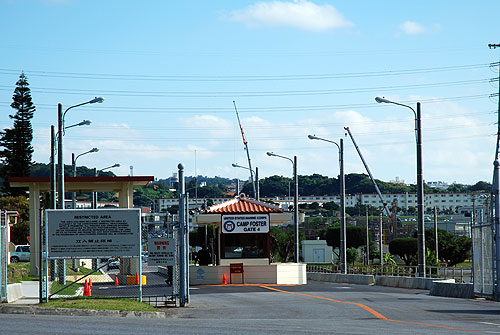
4번 입구
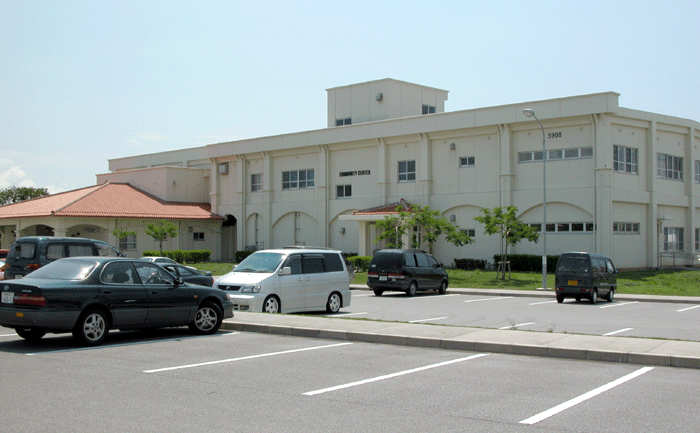
기지 내의 커뮤니티 센터
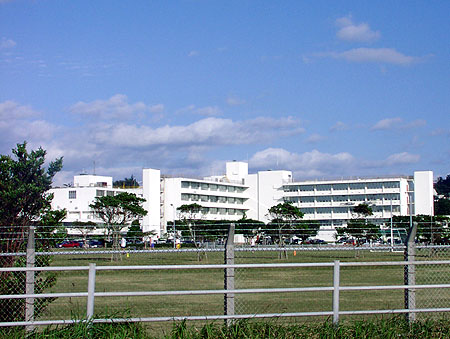
오키나와 미국 해군 병원

## 주둔
- 제1해병항공단
  - 제1본부전대
  - 제18교신전대
  - 제17지원단
- 제3해병군수단
  - 제3의무대대
  - 제3전투군수연대
  - 제4전투군수대대

## 주변 시설
- 포트 버크너, 캠프 포스터의 일부.
- MCAS 후텐마, 남쪽
- 캠프 킨저, 캠프 포스터와 MCAS 후텐마에서 남서서쪽, 8시 방향.

## 참고
1. ↑  “Part of Futenma housing area returned today”. 《스타스 앤 스트립스》. 2015 Stars and Stripes – International News. 2015년 3월 31일. 2015년 7월 21일에 원본 문서에서 보존된 문서. 2015년 7월 18일에 확인함.